# Объединённый Совет трудовых коллективов
Объединённый Сове́т трудовы́х коллекти́вов (ОСТК) — общественное движение, стоявшее у истоков образования Приднестровской Молдавской Республики.

## Забастовка августа-сентября 1989 года
Возникновение Объединённого Совета трудовых коллективов непризнанной союзной республики (ПМССР) связано с событиями конца 1980-х годов в СССР. Переход экономики предприятий на полный хозрасчёт привёл к повышению роли трудовых коллективов в управлении предприятиями и к укреплению органов местного самоуправления, к возникновению приднестровской региональной экономической независимости.
ОСТК города Тирасполь был создан 11 августа 1989 года. В Объединённый Совет трудовых коллективов вошло 450 работников предприятий города Тирасполь. В том числе: два директора тираспольских заводов, поддержавших требования трудовых коллективов их предприятий (Анатолий Большаков и Игорь Смирнов), а также главный инженер одного из заводов В. Л. Гордон. Ещё 47 человек были представителями различных организаций и учреждений сферы обслуживания города Тирасполя, поддержавших анти-националистические требования. Остальные 400 человек были представлены анти-националистически настроенными работниками — передовиками промышленных производств города Тирасполь, а также их бригадирами и мастерами цехов.
Первым председателем был избран молдаванин Б. М. Штефан.
Кто рвался к власти, кто рвался к богатству, а за народ как бы забыли. Здесь у нас появилась какая-то возможность определиться с самими собой, и вот я вспоминаю первые выступления, первые собрания, первые конференции, вот эти митинги, а митинги были огромные, огромное количество людей 
Также на случай арестов были избраны дополнительно 7 сопредседателей ОСТК города Тирасполь (Президиум ОСТК г. Тирасполь): В. М. Рыляков, А. Е. Сайдаков, А. П. Манойлов, П. А. Заложков, В. А. Загрядский, В. И. Емельянов, А. З. Большаков.
Во всех крупных населённых пунктах левобережья Молдавии начали стихийно создаваться городские и поселковые Объединённые Советы трудовых коллективов, а в городе Бендеры был создан Рабочий комитет, который возглавил Фёдор Добров. Все они стали структурами Тираспольского ОСТК, по своей сути превратившийся в региональный ОСТК Приднестровья.
С 16 августа 1989 года ОСТК был преобразован в Забастовочный комитет города Тирасполь (председатель — П. А. Заложков).
16 августа 1989 по решению ОСТК была проведена предупредительная забастовка с требованием отложить сессию Верховного Совета МССР. В забастовке участвовало более 30 тысяч человек. Руководство МССР не отреагировало на требования забастовщиков и подтвердило решение о проведении сессии, на которой планировалось обсудить закон о государственном языке. Это послужило толчком к масштабной политической забастовке, начавшейся 21 августа. Она охватила многие предприятия, учреждения и организации Тирасполя, Бендер и Рыбницы.
К 29 августа, когда открылась сессия Верховного Совета МССР, ОСТК был преобразован в Объединённый Республиканский забастовочный комитет (ОРЗК). Сопредседатели: В. М. Рыляков и Б. М. Штефан.
В забастовке к тому времени участвовали уже 170 предприятий (в том числе за пределами приднестровского региона), включая кишинёвские заводы «Мезон», «Счётмаш», «Альфа», «Электроприбор» и другие. Бастовали также предприятия в городах Дубоссары, Комрат, Чадыр-Лунга, Бельцы, Кагул, Унгены, в посёлках Каменка, Григориополь, Слободзея, Днестровск, Первомайск, Маяк, Красное (более 200 трудовых коллективов). Всего бастовало около 100 тысяч человек.
Более 400 трудовых коллективов к забастовке не присоединились (предприятия, остановка которых повлияла бы на жизнеобеспечение населения приднестровского региона), но заявили о своей солидарности с требованиями бастующих. Семьи многих забастовщиков были вынуждены бежать от преследований властями Молдовы на территорию Приднестровской Молдавской Советской Социалистической Республики в 1990—1992 годах.
Примером для начала забастовочного движения в Молдавии (особенно активно забастовки проходили на территории будущего Приднестровья) послужили забастовки шахтёров СССР в 1989 году, когда бастующие сумели добиться своих требований. Далее забастовочное движение переросло в забастовки шахтёров Донбасса (1989-1990-е годы). Одновременно с ними проходили забастовки в Молдавии.
Забастовке в Приднестровье предшествовала забастовка русскоязычного Таллина; но если в Таллине она бесплодно угасла не в последнюю очередь потому, что руководство в ней захватили парткомы, послушно исполнявшие распоряжения из Москвы, то в Приднестровье события приняли совсем иной оборот. В ходе забастовки сформировались рабочие комитеты, полностью оттеснившие партаппараты от руководства ею и открывшие дорогу политическому потенциалу заявившего о себе массового организованного движения практически всех приднестровских предприятий
В условиях распада единого государства СССР, трудовые коллективы предприятий, объединившиеся в Объединённый Совет трудовых коллективов (ОСТК) в 1989 году, стали основой будущего создания органов управления ПМССР.

## Выборы марта 1990 года и созданиеПМССР02.09.1990 года
Представители ОСТК и часть технической интеллигенции, поддержанной трудовыми коллективами, победили на местных выборах в марте 1990 года и составили основу городских и районных Советов народных депутатов в левобережных многонациональных русскоязычных районах Молдавии, а также смогли провести в Верховный Совет МССР часть своих сторонников. Они начали формирование органов регионального управления путём организации Съездов народных депутатов всех уровней Приднестровья. Они провели всю подготовительную работу по организации местных всенародных референдумов по созданию Республики и сформировали свои высшие органы власти и государственного управления.
I съезд народных депутатов всех уровней Приднестровского региона, собранный под патронатом ОСТК в июне 1990 года, выдвинул в качестве лидера движения за отделение региона от ССР Молдова И. Н. Смирнова.
II Чрезвычайный съезд народных депутатов всех уровней 2 сентября 1990 года, основываясь на результатах референдумов и сходов граждан в 1989—1990 годах и действуя на основании статьи 2 Конституции СССР, провозгласил образование новой союзной республики, Приднестровской Молдавской Советской Социалистической Республики, в составе СССР.

## Деятельность после 01.12.1990 года
Лидеры ОСТК постепенно уходили на работу руководителями государственных комитетов в правительство ПМССР, в администрацию председателя ПМССР, руководителями комитетов Верховного Совета ПМССР, руководителями городских советов. С конца 1990 года ОСТК возглавил единолично В. И. Емельянов.
19-21 августа 1991 года в Москве произошёл путч ГКЧП, после провала которого в Кишинёве состоялся митинг с требованиями выхода Молдавии из состава СССР. В свою очередь, ОСТК в Тирасполе поддержал ГКЧП
С начала XXI века ОСТК возглавляет Ю. И. Затыка — активный участник первого съезда СТК г. Тирасполь. С апреля 2010 года он также возглавляет Республиканский Координационный Совет общественных объединений и политических партий Приднестровской Молдавской Республики